# محمد أظهر الدين
محمد أظهر الدين مواليد 8 فبراير 1963 في حيدر آباد، الهند، هو سياسي وعضو في مجلس الشعب أو (برلمان لوك سابها) من منطقة مراد أباد ولاعب كريكت هندي سابق شارك في كأس العالم للكريكت أربع مرات في عام 1987 و1992 و1996 و1999. كان أظهر الدين كابتن فريق الكريكيت الهندي، وكان مركزه (لاعب ضارب) شارك في 47 منافسة تيست كريكت و174 مباراة خلال تسعينات القرن العشرين. في سبتمبر عام 2019، انتُخب أظهر الدين رئيساً لاتحاد حيدر أباد للكريكت.

## النشأة والتعليم
ولد أظهر الدين في حيدر أباد لمحمد أظهر الدين وسلطانة يوسف. درس المدرسة الثانوية في حيدر أباد وتخرج من كلية نظام في الجامعة العثمانية حيث حصل على درجة بكالوريوس تجارة.

## المسيرة الرياضية
ولد في مدينة نظام حيدر أباد في ولاية أندرا براديش، (الآن تيلانجانا) كان أظهر الدين يلعب في مركز (لاعب ضارب)، شارك لأول مرة فريق الكريكيت الهندي في اختبار الكريكيت في عام 1984 ضد منتخب إنجلترا في كلكتا في 31 ديسمبر 1984 وضرب ثلاثة قرون في أول ثلاث مباريات،

### شارة القيادة
أصبح أظهر الدين قائد الفريق الهندي للكريكت في عام 1989. قاد الفريق الهندي في 47 مباراة اختبار و174 مباراة دولية. قاد الفريق إلى الفوز في 90 مباراة وهو أعلى رقم له حتى تجاوزه اللاعب ماهيندرا دوني في 2 سبتمبر 2014.

### إحصاءات

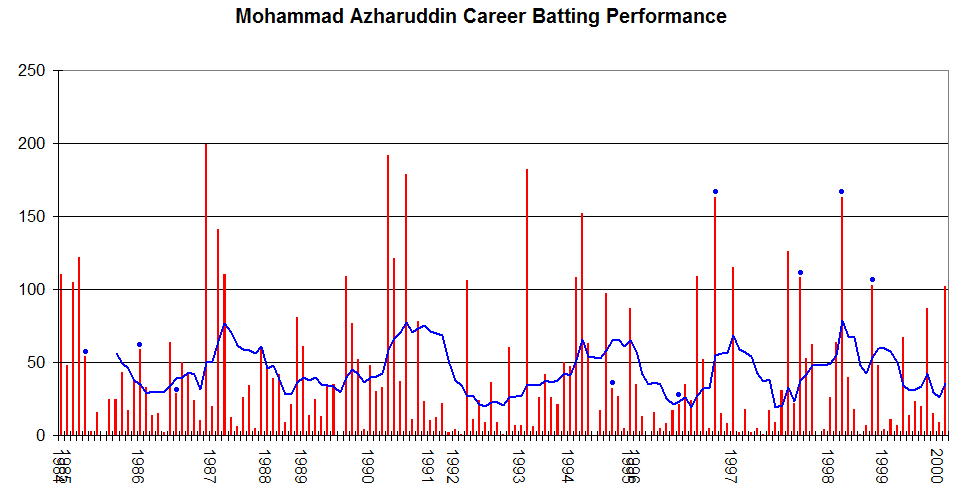
مخطط بياني لأداء محمد أظهر الدين

| فريق              | مباراة | متوسط | قرون |
| ----------------- | ------ | ----- | ---- |
| أستراليا          | 780    | 39.00 | 2    |
| إنجلترا           | 1978   | 58.09 | 6    |
| نيوزيلندا         | 1152   | 61.23 | 2    |
| باكستان           | 1089   | 40.47 | 3    |
| جنوب أفريقيا      | 915    | 41.00 | 4    |
| سري لانكا         | 1215   | 55.23 | 5    |
| جزر الهند الغربية | 539    | 28.37 | 0    |
| زمبابوي           | 59     | 14.75 | 0    |
| مجموع             | 6215   | 45.04 | 22   |

## حياته السياسية
انضم أظهر الدين رسميا إلى حزب المؤتمر الوطني الهندي في 19 فبراير 2009. فاز عام 2009 في الانتخابات العامة الهندية عن مرادآباد في ولاية أوتار براديش وأصبح عضواً في البرلمان الهندي. وقد كشف محمد أظهر الدين عن نيته لخوض انتخابات 2019 عن دائرة حيدر أباد الانتخابية البرلمانية في عام 2019.
وهو حالياً يشغل منصب رئيس تيلانجانا براديش.

## الجوائز والتكريم
مُنح جائزة أرجونا في عام 1986 ووسام بادما شري (وهو رابع أعلى وسام مدني في الهند يُمنح للاعتراف للرياضي بالإسهام المتميز في مجال الرياضة) في عام 1988. وكان اسمه من بين أفضل خمسة لاعبين في عام 1991.

## روابط خارجية
- محمد أظهر الدين على موقع إي آس بي آن كريك إنفو (الإنجليزية)